# Петухов, Алексей Евгеньевич
Алексе́й Евге́ньевич Петухо́в (род. 28 июня 1983, Клинцы, Брянская область) — российский лыжник, специализируется на спринтерских гонках, более успешен в коньковом ходе. Бронзовый призёр Олимпийских игр 2010 года в командном спринте, чемпион мира 2013 года, заслуженный мастер спорта России. 
С 13 апреля 2021 года возглавил комитет по физической культуре и спорту Курской области (с декабря 2022 года — Министерство физической культуры и спорта Курской области).

## Карьера

### Юниорские выступления
Начинал выступления в 1990 году в кольской спортшколе у тренера Юлии Юрьевны Полетухиной. Позже его тренировал Евгений Николаевич Леоненко. В 1998 году перешёл в мурманскую спортшколу к тренеру Павлу Бровину. После этого перехода сразу выиграл областное первенство в Апатитах, а через год вышел в финальную стадию Кубка России в Самаре, где выполнил норматив мастера спорта.
Петухов принял участие в двух юниорских чемпионатах мира: в 2002 году в немецком Шонахе он остался без наград, а в 2003 году в шведском Соллефтео выиграл золото в эстафете и серебро в гонке на 30 км с общего старта. Но этих титулов в активе россиянина могло и не быть, так как за 3 месяца до мирового первенства он сломал ногу, играя в волейбол, после чего ходил в гипсе.

### Взрослая карьера
16 марта 2003 года дебютировал в Кубке мира и первой сборной России, но уже в следующем сезоне у лыжника последовал спад и он был отчислен из главной команды страны до сезона 2007/08, когда он принял участие в спринтерских соревнованиях в Рыбинске.
Успехи пришли к Петухову в сезоне 2008/09, когда он дважды становился вторым в индивидуальных спринтерских забегах Кубка мира и один раз третьим в паре с Николаем Мориловым. На чемпионате мира в Либереце он стал девятым.
5 декабря 2009 года к Алексею пришла первая победа: на этапе Кубка мира в Дюссельдорфе он выиграл свою коронную спринтерскую гонку. 6 декабря он повторил результат и в парных выступлениях с Николаем Мориловым.
22 февраля 2010 года на XXI Зимних Олимпийских играх в Ванкувере Алексей Петухов в паре с Николаем Мориловым выиграл бронзовую медаль в спринтерской командной гонке свободным стилем.
9 ноября 2017 года комиссия Международного олимпийского комитета под руководством Дениса Освальда признала Петухова виновным в нарушении антидопинговых правил. Результаты, показанные им на Олимпийских играх 2014 в Сочи, были аннулированы, сам спортсмен пожизненно отстранён от участия в Олимпиадах.

## Личная жизнь
Женат, двое детей.

## Спортивные результаты

### Чемпионаты Мира и Олимпийские игры
| Год  | Место проведения | Дисциплина    | Место |
| ---- | ---------------- | ------------- | ----- |
| 2002 | ЮЧМ Шонах        | 10 Св         | 47    |
| 2002 | ЮЧМ Шонах        | С 1,0 Св      | 26    |
| 2002 | ЮЧМ Шонах        | С 1,0 Св      | 26    |
| 2003 | ЮЧМ Соллефтео    | Мст 30 Св     | 2     |
| 2003 | ЮЧМ Соллефтео    | 10 Кл         | 12    |
| 2003 | ЮЧМ Соллефтео    | С 1,0 Св      | 33    |
| 2003 | ЮЧМ Соллефтео    | С 1,0 Св      | 34    |
| 2009 | ЧМ Либерец       | С 1,6 Св      | 9     |
| 2010 | ОИ Ванкувер      | С Эстафета Св | 3     |
| 2011 | ЧМ Осло          | С Св          | 14    |
| 2013 | Валь-ди-Фьеме    | С Эстафета Св | 1     |
| 2014 | ОИ Сочи          | С Св          | 9     |
| 2015 | ЧМ Фалун         | С Кл          | 20    |
| 2015 | ЧМ Фалун         | С Эстафета Св | 2     |

### Статистика выступлений на Кубке Мира
| 2010/11 | Куусамо  | Дюссельдорф | Дюссельдорф | Давос    | Либерец | Рыбинск  | Индивидуальный спринт | Индивидуальный спринт |
| 2010/11 | С 1,4 Кл | С 1,5 Св    | Эстафета    | С 1,0 Св | С Св    | С 1,0 Св | Очков                 | Место                 |
| 2010/11 | 25       | 4           | 6           | 2        | 27      | 1        | 227                   | 4                     |

| 2009/10 | Куусамо  | Дюссельдорф | Дюссельдорф | Давос    | Отепя    | Рыбинск  | Рыбинск  | Драммен  | Осло     | Индивидуальный спринт | Индивидуальный спринт |
| 2009/10 | С 1,4 Кл | С 1,5 Св    | Эстафета    | С 1,0 Св | С 1,4 Кл | С 1,0 Св | Эстафета | С 1,0 Кл | С 1,0 Св | Очков                 | Место                 |
| 2009/10 | 32       | 1           | 1           | 3        | 30       | 2        | 1        | 31       | 2        | 347                   | 3                     |

| 2008/09 | Давос | Дюссельдорф | Дюссельдорф | Уистлер  | Уистлер  | Рыбинск  | Валдидентро | Лахти    | Трондхейм | Фалун  | Индивидуальный спринт | Индивидуальный спринт |
| 2008/09 | С Св  | С Св        | Эстафета    | С 1,2 Кл | Эстафета | С 1,3 Св | С Св        | С 1,2 Св | С Кл      | 40 Мст | Очков                 | Место                 |
| 2008/09 | 9     | 14          | 3           | 9        | 4        | 2        | 2           | 6        | 38        | 73     | 278                   | 6                     |

| 2007/08 | Рыбинск | Итоги | Итоги |
| 2007/08 | С Св    | Очков | Место |
| 2007/08 | 18      | 13    | 123   |

| 2003/04 | Доббиако  | Доббиако | Давос | Давос  | Рамзау | Рамзау | Итоги | Итоги |
| 2003/04 | Мст 30 Св | Эстафета | 15 Кл | Э 4x10 | 30 Д   | 10 Св  | Очков | Место |
| 2003/04 | 60        | 13       | 58    | 9      | DNF    | DNS    | '     | '     |

## Награды и звания

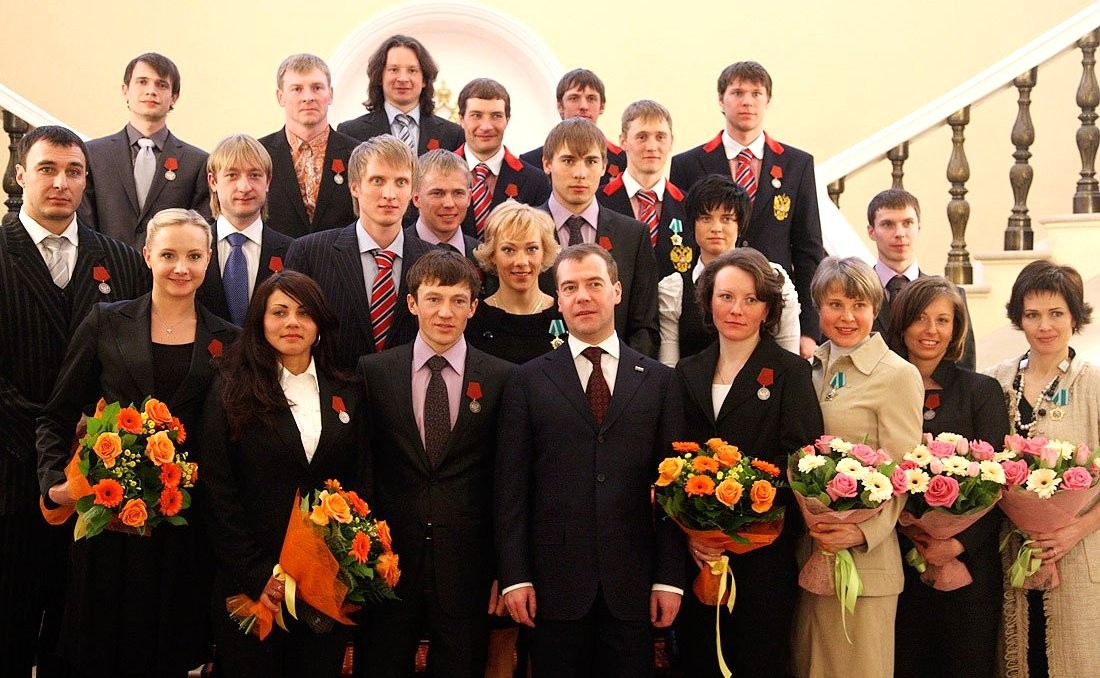
БКД: Президент России Дмитрий Медведев с чемпионами и призёрами Олимпийских игр 2010 года в Ванкувере, 15 марта 2010 года

- Медаль ордена «За заслуги перед Отечеством» II степени (5 марта 2010 года) — за большой вклад в развитие физической культуры и спорта, высокие спортивные достижения на Играх XXI Олимпиады 2010 года в Ванкувере[8]
- Заслуженный мастер спорта России (2010)[2]